# H. Lundbeck A/S
H. Lundbeck A/S (conosciuta semplicemente come Lundbeck) è una società internazionale farmaceutica danese impegnata nella ricerca, sviluppo, produzione, commercializzazione e vendita di prodotti farmaceutici mirati alle malattie del cervello, tra cui depressione, schizofrenia, malattia di Alzheimer, malattia di Parkinson ed emicrania.
Con sede a Copenaghen, in Danimarca, Lundbeck ha circa 5.300 dipendenti in più di 50 paesi e i loro prodotti sono registrati in più di 100 paesi. Hanno impianti di produzione in Danimarca, Francia e Italia e i centri di ricerca hanno sede in Danimarca e negli Stati Uniti.
Lundbeck è quotata alla Borsa di Copenaghen (CSE).

## Storia
L'azienda è stata fondata da Hans Lundbeck nel 1915 e inizialmente era una società commerciale che forniva una varietà di merci al mercato danese, inclusi macchinari per la produzione, fogli di alluminio, dolcificanti artificiali e attrezzature fotografiche.
Lundbeck entrò nel mercato farmaceutico nel 1924, importando medicinali e cosmetici da aziende con sede in altri paesi europei e americani. Alla fine degli anni '30, Lundbeck aveva iniziato a produrre i propri medicinali e aveva istituito un proprio dipartimento di ricerca. La produzione continuò durante la seconda guerra mondiale, anche se limitata a causa della mancanza di materie prime.
Dopo la guerra, Lundbeck continuò a crescere e nel 1957 l'azienda introdusse il Truxal (clorprotixene) per il trattamento della schizofrenia, entrando nel mercato dei disturbi cerebrali. Nel 1954, la Fondazione Lundbeck è stata istituita per mantenere ed espandere le attività del Gruppo Lundbeck e anche per fornire finanziamenti per la ricerca scientifica di altissima qualità. Dalla fine degli anni '70 e fino agli anni '80, Lundbeck ha sviato la sua vecchia attività di agenzia e quindi è diventata un'azienda farmaceutica dedicata alla produzione di farmaci utilizzati per trattare disturbi e malattie del sistema nervoso centrale. Nel 1989, Lundbeck ha lanciato l'antidepressivo Celexa (citalopram), che è diventato la pietra angolare per l'espansione internazionale dell'azienda e nel 2009, Lundbeck ha acquistato Ovation e ha stabilito una piattaforma commerciale negli Stati Uniti.
Nel 2012, per concentrarsi su nuovi prodotti strategici per il sistema nervoso centrale, Lundbeck ha venduto un portafoglio di prodotti non core a Recordati S.p.A. (Recordati Rare Diseases). Nel 2014 Lundbeck ha acquisito Chelsea Therapeutics per un massimo di 658 milioni di dollari.
Nel marzo 2018, la società ha acquisito Prexton Therapeutics per un massimo di 905 milioni di euro (1,1 miliardi di dollari).